# Pool of Radiance: Ruins of Myth Drannor
Pool of Radiance: Ruins of Myth Drannor est un jeu vidéo de rôle développé par Stormfront Studios et publié par Ubisoft sous le label Strategic Simulations en 2001. Il est la suite du jeu Pool of Radiance sorti dans les années 1980. Ce jeu se situe dans l'univers imaginaire des Royaumes oubliés, campagne du jeu de rôle Donjons et Dragons dont il reprend les règles.
Il est le dernier jeu publié sous le label Strategic Simulations.

## Système de jeu
{{Le système de jeu est au tour par tour.
Au commencement, on crée 4 personnages, totalement modulable a notre façon. Barbare, guerrier, prêtre, sorcier, voleur, moine, paladin, rodeur. 
Sélection de la race: Humain, nains, elfes, gnomes, demi-orques...
Nous choisissons leurs caractéristiques: Force, dextérité, constitution, intelligence, sagesse et charisme.
Sélection ensuite des sortilèges pour les personnages qui en sont dotés.
Sélection enfin du sexe, ainsi que du nom prénom de celui-ci.
Le groupe peut comporter 6 personnages au maximum. Des personnages divers et variés sont prenables durant la partie.
Les personnages de base sont eux aussi interchangeable durant la partie.
Vous devrez passer tous les souterrains, le château et sa cour, ainsi que l'antre du mal.
Des mini quêtes, non obligatoire, sont présentes. Elles permettent de gagner des récompenses.
Le but est de venir a bout de la maitresse des dragons}}

## Accueil
| Pool of Radiance: Ruins of Myth Drannor |      |       |
| Média                                   | Pays | Notes |
| Computer Gaming World                   | US   | 1/5   |
| Gen4                                    | FR   | 13/20 |
| Joystick                                | FR   | 89 %  |
| PC Gamer UK                             | RU   | 58 %  |

D'après le site Gamasutra, le jeu se vend a 150 000 exemplaires dans les deux semaines qui suivent sa sortie.